# روزبه کیانی
روزبه کیانی استاد دانشگاه، مخترع و محقق ایرانی است.
وی در حال حاضر استادیار دانشگاه نیویورک آمریکا است. کیانی با ۹۵٫۶۴۱ امتیاز رتبه یک بهترین رتبه‌بندی‌های فردی و جوایز ویژه، تاریخ المپیاد جهانی شیمی می‌باشد.

## زندگی و تحصیلات
روزبه کیانی مدرک دکترای پزشکی خود را از دانشگاه شهید بهشتی و مدرک فوق دکترای خود را از دانشگاه استنفورد در رشته علوم اعصاب دریافت کرد.

## جوایز و افتخارات
روزبه کیانی در سال ۲۰۱۴ جایزه بهترین ذهن علمی جوان پس از نیم قرن فعالیت را از بنیاد اسلون دریافت نمود. وی به دلیل انجام تحقیق بر روی فرایند تصمیم‌گیری در حوزه علوم عصبی این جایزه را دریافت کرده‌است. پژوهش وی مرتبط با فعل و انفعالات بخش‌های مختلف مغز و واکنش‌های مغز نسبت به داده‌های بیرونی بوده‌است. وی کشف عامل تصمیم‌گیری در مغز را به دست آورد و مقاله او به عنوان مقاله برتر در نشریه نیچر چاپ شد.
در سال ۲۰۲۲ کیانی به دلیل انجام تحقیق بر روی فرایند تصمیم‌گیری در حوزه علوم عصبی برندهٔ جایزه ترولند شد.